# Onga (Hongarije)
Onga is een stad (város) en gemeente in het Hongaarse comitaat Borsod-Abaúj-Zemplén. Onga telt 4780 inwoners (2005) en heeft sinds 2013 de status van stad. Onga ligt 10 km ten oosten van Miskolc aan de spoorlijn naar Hidasnémeti, en is vooral een forenzenplaats.
Bij Onga wordt sinds 1911 grind gewonnen. In de omgeving zijn verschillende grindplassen, die door sportvissers en watersporters gebruikt worden.
Stad met comitaatsrecht (megyei jogú város): Miskolc

Steden (város): Abaújszántó · Alsózsolca · Borsodnádasd · Cigánd · Edelény · Emőd · Encs · Felsőzsolca · Gönc · Kazincbarcika · Mezőcsát · Mezőkövesd · Nyékládháza · Onga · Ózd · Pálháza · Putnok · Rudabánya · Sajóbábony · Sajószentpéter · Sárospatak · Sátoraljaújhely · Szendrő · Szerencs · Szikszó · Tiszaújváros · Tokaj

Vlekken (nagyközség): Arló · Hernádnémeti · Izsófalva · Múcsony · Ricse · Szentistván · Szirmabesenyő · Taktaharkány · Tiszalúc

Overige gemeenten (község): Abaújalpár · Abaújkér · Abaújlak · Abaújszolnok · Abaújvár · Abod · Aggtelek · Alacska · Alsóberecki · Alsódobsza · Alsógagy · Alsóregmec · Alsószuha · Alsótelekes · Alsóvadász · Arka · Arnót · Aszaló · Ároktő · Baktakék · Balajt · Baskó · Bánhorváti · Bánréve · Becskeháza · Bekecs · Berente · Beret · Berzék · Bodroghalom · Bodrogkeresztúr · Bodrogkisfalud · Bodrogolaszi · Bogács · Boldogkőújfalu · Boldogkőváralja · Boldva · Borsodbóta · Borsodgeszt · Borsodivánka · Borsodszentgyörgy · Borsodszirák · Bódvalenke · Bódvarákó · Bódvaszilas · Bózsva · Bőcs · Bükkábrány · Bükkaranyos · Bükkmogyorósd · Bükkszentkereszt · Bükkzsérc · Büttös · Csenyéte · Cserépfalu · Cserépváralja · Csernely · Csincse · Csobaj · Csobád · Csokvaomány · Damak · Dámóc · Debréte · Detek · Dédestapolcsány · Domaháza · Dövény · Dubicsány · Egerlövő · Erdőbénye · Erdőhorváti · Égerszög · Fancsal · Farkaslyuk · Fáj · Felsőberecki · Felsődobsza · Felsőgagy · Felsőkelecsény · Felsőnyárád · Felsőregmec · Felsőtelekes · Felsővadász · Filkeháza · Fony · Forró · Fulókércs · Füzér · Füzérkajata · Füzérkomlós · Füzérradvány · Gadna · Gagyapáti · Gagybátor · Gagyvendégi · Galvács · Garadna · Gelej · Gesztely · Gibárt · Girincs · Golop · Gömörszőlős · Göncruszka · Györgytarló · Halmaj · Hangács · Hangony · Háromhuta · Harsány · Hegymeg · Hejce · Hejőbába · Hejőkeresztúr · Hejőkürt · Hejőpapi · Hejőszalonta · Hercegkút · Hernádbűd · Hernádcéce · Hernádkak · Hernádkércs · Hernádpetri · Hernádszentandrás · Hernádszurdok · Hernádvécse · Hét · Hidasnémeti · Hidvégardó · Hollóháza · Homrogd · Igrici · Imola · Ináncs · Irota · Jákfalva · Járdánháza · Jósvafő · Karcsa · Karos · Kács · Kánó · Kány · Kázsmárk · Kelemér · Kenézlő · Keresztéte · Kesznyéten · Kéked · Királd · Kiscsécs · Kisgyőr · Kishuta · Kiskinizs · Kisrozvágy · Kissikátor · Kistokaj · Komjáti · Komlóska · Kondó · Korlát · Kovácsvágás · Köröm · Krasznokvajda · Kupa · Kurityán · Lak · Lácacséke · Ládbesenyő · Legyesbénye · Léh · Lénárddaróc · Litka · Makkoshotyka · Martonyi · Mád · Mályi · Mályinka · Megyaszó · Meszes · Mezőnagymihály · Mezőnyárád · Mezőzombor · Méra · Mikóháza · Mogyoróska · Monaj · Monok · Muhi · Nagybarca · Nagycsécs · Nagyhuta · Nagykinizs · Nagyrozvágy · Nekézseny · Nemesbikk · Négyes · Novajidrány · Nyésta · Nyíri · Nyomár · Olaszliszka · Ormosbánya · Oszlár · Ónod · Pamlény · Parasznya · Pácin · Pányok · Pere · Perecse · Perkupa · Prügy · Pusztafalu · Pusztaradvány · Radostyán · Ragály · Rakaca · Rakacaszend · Rásonysápberencs · Rátka · Regéc · Répáshuta · Révleányvár · Rudolftelep · Sajóecseg · Sajógalgóc · Sajóhídvég · Sajóivánka · Sajókaza · Sajókápolna · Sajókeresztúr · Sajólád · Sajólászlófalva · Sajómercse · Sajónémeti · Sajóörös · Sajópálfala · Sajópetri · Sajópüspöki · Sajósenye · Sajószöged · Sajóvámos · Sajóvelezd · Sály · Sárazsadány · Sáta · Selyeb · Semjén · Serényfalva · Sima · Sóstófalva · Szakácsi · Szakáld · Szalaszend · Szalonna · Szászfa · Szegi · Szegilong · Szemere · Szendrőlád · Szentistvánbaksa · Szin · Szinpetri · Szomolya · Szögliget · Szőlősardó · Szuhafő · Szuhakálló · Szuhogy · Taktabáj · Taktakenéz · Taktaszada · Tarcal · Tard · Tállya · Telkibánya · Teresztenye · Tibolddaróc · Tiszabábolna · Tiszacsermely · Tiszadorogma · Tiszakarád · Tiszakeszi · Tiszaladány · Tiszapalkonya · Tiszatardos · Tiszatarján · Tiszavalk · Tolcsva · Tomor · Tornabarakony · Tornakápolna · Tornanádaska · Tornaszentandrás · Tornaszentjakab · Tornyosnémeti · Trizs · Uppony · Újcsanálos · Vadna · Vajdácska · Varbó · Varbóc · Vatta · Vágáshuta · Vámosújfalu · Vilmány · Vilyvitány · Viss · Viszló · Vizsoly · Zalkod · Zádorfalva · Zemplénagárd · Ziliz · Zubogy · Zsujta